# Rob Mayes
Rob Mayes es un actor, músico y modelo estadounidense. Es mejor conocido por interpretar al personaje principal en la película de comedia de terror de 2012 John Dies at the End, así como por interpretar a Tommy Nutter en la serie de televisión de comedia dramática de corta duración Jane by Design. También interpretó a Barry en la película Maybe I'm Fine del 2019.

## Primeros años
Mayes se crio en Pepper Pike, Ohio, Comenzó a modelar cuando tenía cinco años.
Asistió a la Academia Naval de Estados Unidos en Annapolis, MD. Después de dejar la Academia Naval, se centró en escribir canciones y lanzó un álbum pop de siete pistas llamado Glimpses of Truth.

## Carrera
Dos semanas después de mudarse a la ciudad de Nueva York en 2007, Mayes fue contratada para un papel de un episodio en Law & Order: Special Victims Unit. En 2008, interpretó el papel principal en la película para televisión musical de MTV The American Mall.
Mayes tuvo papeles de estrella invitada en Cold Case, Valentine, Bones y Medium y desempeñó el papel principal en la película Castillos de hielo de 2010.
En 2012, interpretó a John en John Dies at the End, que se estrenó en el Festival de Cine de Sundance de 2012.
En 2013, tuvo un papel recurrente como Tommy Nutter en Jane by Design y papeles de estrella invitada en NCIS, The Glades y 90210.
Después de un papel recurrente en The Client List, interpretó a Matthew Blackwood en la película dramática de 2013 Burning Blue, que se basó en la obra de 1992 del mismo nombre.
En 2014, Mayes interpretó a Troy Quinn en Legends.

## Filmografía

### Cine
| Año  | Título               | Papel             |
| ---- | -------------------- | ----------------- |
| 2010 | Castillos de hielo   | Nick              |
| 2012 | Melvin Smarty        | Kilcline          |
| 2012 | John Dies at the End | John              |
| 2013 | Burning Blue         | Matthew Blackwood |
| 2013 | Enough Said          | Waiter            |
| 2015 | Eden                 | Markese           |
| 2017 | Different Flowers    | Blake             |
| 2017 | Thor: Ragnarok       | Hombre asgardiano |
| 2018 | Deep Blue Sea 2      | Trent Slater      |
| 2020 | A Soldier's Revenge  | Briggs            |

### Televisión
| Año     | Título                                      | Papel           | Notes                                             |
| ------- | ------------------------------------------- | --------------- | ------------------------------------------------- |
| 2007    | Law & Order: Special Victims Unit           | Mark Schroeffel | Episodio: "Responsible"                           |
| 2008    | The American Mall                           | Joey            | Película de televisión                            |
| 2008    | Cold Case                                   | Jim Horn '64    | Episodio: "Wednesday's Women"                     |
| 2009    | Valentine                                   | Matt Desanto    | Episodio: "She's Gone"                            |
| 2009    | Acceptance                                  | Justin Smelling | Película de televisión                            |
| 2009    | Bones                                       | Trey Johnson    | Episodio: "The Beautiful Day in the Neighborhood" |
| 2009    | Sorority Wars                               | Beau            | Película de televisión                            |
| 2010    | Medium                                      | Young fireman   | Episodio: "Smoke Damage"                          |
| 2011    | Hound Dogs                                  | Cash            | Película de televisión                            |
| 2012    | NCIS                                        | Kyle Baxter     | Episodio: "Psych Out"                             |
| 2012    | Jane by Design                              | Tommy Nutter    | 5 episodios                                       |
| 2012    | The Glades                                  | Lucas Gardner   | Episodio: "Islandia"                              |
| 2012    | 90210                                       | Colin Bell      | 3 episodios                                       |
| 2012    | A Golden Christmas 3                        | Bobby Alden     | Película de televisión                            |
| 2012    | Love for Christmas                          | Bobby Alden     |                                                   |
| 2013    | Meddling Mom                                | Ben             | Película de televisión                            |
| 2013    | The Client List                             | Derek Malloy    | 12 episodios                                      |
| 2014    | Beauty & the Beast                          | Patrick Franco  | Episodio: "Ancestors"                             |
| 2014    | Legends                                     | Troy Buchanan   | 2 episodios                                       |
| 2015–16 | Mistresses                                  | Marc Nickleby   | Protagonista                                      |
| 2016–17 | Frequency                                   | Kyle Mosbey     | 5 episodios                                       |
| 2018    | My Christmas Inn                            | Brian Anderson  | Película de televisión                            |
| 2018    | S. W. A. T.                                 | Rick Owens      | Episode "Payback"                                 |
| 2019    | The Road Home for Christmas                 | Wes Bailey      | Película de televisión                            |
| 2019    | House on the Hill (aka He's Out to Get You) | Duke            | Película de televisión                            |
| 2023    | Sweet on You                                | Drew            | Película de televisión                            |
| 2023    | Just Jake                                   | Jake            | Película de televisión                            |